# بدون هیچ ردی
بدون هیچ ردی (انگلیسی: Without a Trace) یک سریال تلویزیونی آمریکایی ژانر پلیسی درام (فیلم و تلویزیون) است که توسط هنک اشتاینبرگ ساخته شده‌است که از ۲۶ سپتامبر ۲۰۰۲ تا ۱۹ می ۲۰۰۹ از شبکه سی‌بی‌اس پخش شد. با مجموع هفت فصل و ۱۶۰ قسمت.